# Градополов, Константин Константинович
Константин Константинович Градополов (20 февраля 1927 — 20 ноября 2012) — советский и российский актёр театра и кино, народный артист Российской Федерации (1998).

## Биография

Могила Градополова на Новодевичьем кладбище Москвы.

Константин Градополов родился 20 февраля 1927 года в семье советского боксёра и актёра Константина Васильевича Градополова. Долгое время выбирал между спортом (был чемпионом Москвы по боксу среди юношей) и искусством, но в итоге выбрал театр. В 1947 году окончил Школу-студию МХАТ (первый выпуск). В студенческие годы имел продолжительный роман с Евгенией Ханаевой, но до свадьбы дело не дошло.
На сцене Московского Художественного театра Градополовым сыграно более 140 ролей.
После разделения театра в 1987 году остался в труппе Московского художественного академического театра имени М. Горького под руководством Т. В. Дорониной.
Снимался в телевизионных спектаклях.
Умер 20 ноября 2012 года после продолжительной болезни. Похоронен 22 ноября на Новодевичьем кладбище.

## Признание и награды
- 1970 — Медаль «В ознаменование 100-летия со дня рождения Владимира Ильича Ленина»
- 1978 — Заслуженный артист РСФСР
- 1997 — Медаль «В память 850-летия Москвы»
- 1998 — Народный артист Российской Федерации[1]
- 2003 — Орден Дружбы[6]

## Творчество

### Роли в театре

#### МХАТ имени Горького
- «Двенадцать месяцев» С. Маршака. Режиссёр: Н. М. Горчаков — Апрель
- «Домби и сын» по Ч. Диккенсу. Режиссёр: В. Я. Станицын — Уолтер Гей, Мистер Тутс
- 1950 — «Разлом» Бориса Лавренёва. Режиссёр: В. Я. Станицын — поручик
- 1953 — «Последние дни» (Пушкин)» М. А. Булгакова. Режиссёры: В. Я. Станицын и В. О. Топорков — поэт Кукольник
- 1955 — «Синяя птица» М. Метерлинка — Сахар, позже — Хлеб, Огонь, Пёс, Кот, Отец, Дедушка
- 1962 — «Дом, где мы родились» Павла Когоута. Режиссёр: В.К Монюков — Владимир Краль
- 1963 — «Егор Булычов и другие» М. Горького. Режиссёр: Б. Н. Ливанов — Алексей Достигаев
- «Школа злословия» Р. Шеридана. Режиссёр: Н. М. Горчаков — Гарри
- «Глубокая разведка» А. А. Крона. Режиссёр: М. Н. Кедров — Газанфар
- «Идеальный муж» О. Уайльд. Режиссёр: В. Я. Станицын — Лорд Горинг
- «Пиквикский клуб» Чарльза Диккенса. Режиссёр: В. Я. Станицын — Август Снодграс
- «Юпитер смеется» Джона Стейнбека. Режиссёр: А. М. Карев — Джордж Торогуд
- «Плоды просвещения» Л.Н Толстого. Режиссёр: М. Н. Кедров — барон Клинген
- «Дворянское гнездо» И. С. Тургенев. Режиссёр: М. М. Яншин — Лапшин
- «Дни Турбиных» М. А. Булгакова. Режиссёр: Л. В. Варпаховский — Шервинский, Алексей Турбин
- «Мёртвые души» по поэме Н. В. Гоголя. Режиссёры: К. С. Станиславский и В. Г. Сахновский — Манилов
- 1973 — «На всякого мудреца довольно простоты» А.Н Островского. Режиссёр: В. Я. Станицын — Курчаев, позже  — Голутвин, Городулин, Крутицкий, Мамаев
- 1991 — «Полоумный » М. А. Булгакова. Режиссёр: Т. В. Доронина — Панкрасс

### Фильмография
- 1961 — Казаки — Белецкий
- 1968 — Скучная история. Из записок старого человека
- 1969 — Егор Булычов и другие — Алексей Достигаев
- 1971 — День за днём — лектор на показе мод
- 1972 — Час жизни — офицер
- 1973 — Царская милость
- 1976 — Степной король Лир — сановник
- 1978 — Сладкоголосая птица юности — Джордж Скуддер
- 1980 — Этот фантастический мир (Выпуск 4) — репортёр (новелла «Свидетельствую»)
- 1987 — Так победим! — журналист